# ساشا بولر
ساشا بولر (انگلیسی: Sascha Boller؛ زادهٔ ۱۶ فوریهٔ ۱۹۸۴) بازیکن فوتبال اهل آلمان است.
از باشگاه‌هایی که در آن بازی کرده‌است می‌توان به باشگاه فوتبال گروتر فورث و باشگاه فوتبال هوفنهایم اشاره کرد.